# مبيد الأميتراز
يعد الأميتراز (رمز التطوير الخاص به BTS27419) هو مبيد غير جهازي وحشري يستخدم للقراد وقد وصف أيضا بأنه مبيد للجرب وتم تصنيعه لأول مره من قبل شركة بوتس في إنجلترا عام 1969. وجد أن مبيد أميتراز لديه القدرة على طرد الحشرات حيث يعمل كمبيد حشري وعامل تفاعلي مع مبيدات الآفات ويعود فعاليته إلى نشاط ألفا الأدرينالية  والتفاعل مع مستقبلات الأوكتوبامين في الجهاز العصبي المركزي وتثبيط أوكسيديز أحادي الأمين وتركيبة البروستاجلاندين. لذلك يؤدي إلى الإفراط في الإثارة وبالتالي شلل وموت الحشرات. وبما أن مبيد الأميتراز أقل ضررا للثدييات من بين العديد من الأغراض الأخرى المعروفة باسم المبيدات الحشرية ضد الإصابة بالعث أو القراد في الكلاب فهو يستخدم على نطاق واسع في تربية النحل كعنصر تحكم في عث الفاروا المدمر وعلى الرغم من وجود تقارير حديثة عن المقاومة إلا أنها مشكوك فيها.

## استخدامات مبيد الأميتراز
يعتبر مبيد أميتراز فعال بشكل خاص ضد الأكاريد  ولكنه يستخدم كمبيد للآفات في العديد من المجالات المختلفة. لذلك  يوجد الأميتراز في العديد من الأشكال المختلفة  مثل مسحوق قابل للبلل أو مسحوق مركز قابل للاستحلاب أو مركز / سائل قابل للذوبان أو طوق مشبع يوضع على الكلاب ومن مميزاته بأنه مبيد حشري طارد للحشرات والخصائص الآتية تجعله  بشكل خاص كمبيد مفيد للآفات:
- 1/ يتم استخدام الأميتراز كعلاج لتأثير الطارد للحشرات الذي يسبب الابتعاد عن هدفها. 2/ يعمل كمبيد حشري، مما يعني أنه يمكن استخدامه لمكافحة الحشرات الضارة بشكل مباشر أو غير مباشر بالإنسان. 3/ يعمل كمبيد فعال مع مبيدات الآفات الأخرى فهو يزيد أيضًا من تأثير بعض مبيدات الآفات الأخرى إذا تم دمجها مع مبيد أميتراز

يمكن إرجاع المبيد إلى تقنية العمل والذي يؤدي إلى مجال واسع من التأثيرات  بما في ذلك التأثير المميت المباشر والتأثيرات السلوكية الطاردة للإثارة  والتعقيم الكيميائي للأنواع المستهدفة بالإضافة إلى أحد أهم مزايا مبيد الأميتراز فإنه يتسبب عمومًا في ضرر منخفض للأنواع غير المستهدفة.
بالإضافة إلى ذلك يعتبر مبيد الأميتراز فعال بشكل خاص ضد الحشرات مثل سوس العنكبوت والقراد في شكليها اليافع والمقاوم وللأغراض الزراعية يستخدم مبيد الأميتراز في المقام الأول لسيطرة على محاصيل الكمثرى مثل كمثرى سيلا في ولاية أوريغون والذباب الأبيض والعث في محاصيل القطن والكمثرى.و يتم رشه أيضًا على التفاح والفاكهة الحمضية والقطن والفاكهة ذات النواة وفاكهة الأدغال والفراولة والقفزات والقرعيات والباذنجان والفليفلة والطماطم ونباتات الزينة للتحكم في جميع مراحل سوس رباعي النيتشيد والإريوفيد ومصاصات الكمثرى والحشرات القشرية والبق الدقيقي والذباب الأبيض وحشرات المن والبيض واليرقات الأولى من طور حرشفية الأجنحة. ولرش مبيد الأميتراز يمكن استخدام تقنيات مختلفة مثل نفخ الهواء والرش المركّز للكمثرى أو بواسطة ذراع التطويل الأرضي والطائرة على القطن.و تعتمد الاختلافات الإقليمية في استخدام مبيد الأميتراز على أنواع العث التي تصيب المحاصيل أو الأشجار وغيره من النباتات، والممارسة المحلية، وعدد وحجم أشجار الكمثرى. والغزو بواسطة تيترانيكوس يتطلب معدلات رش أعلى من مبيد الأميتراز مع أخذ العوامل في الاعتبار حيث تم توحيد أحجام رش مبيد الأميتراز من حيث تركيز الرش الأقصى ومعدل الأميتراز لكل هكتار.
علاوة على ذلك يستخدم  كمبيد للآفات على النباتات حيث يستخدم كمبيد للطفيليات الخارجية للحيوانات على الماشية والماعز والأغنام والخنازير والكلاب حيث يتم تطبيقه خارجيًا ويحقق كفاءة خاصة ضد العث بشكل خاص وضد القمل والذباب وجميع مراحل تطور القراد.بالاشتراك مع العوامل الإضافية يمكن استخدام مبيد الأميتراز ضد الإصابة بالبراغيث ويتوفر مبيد أميتراز كطوق أو كمحلول رش أو غسيل لعلاج الكلاب وله تأثير فوري ووقائي ضد غزو القراد  وفي بعض البلدان، يتم استخدام  مستحلبات الأميتراز  لعلاج داء الديدان للقطط أو الكلاب. يتوفر مبيد أميتراز كمحلول رذاذ أو غسيل لعلاج الأبقار والأغنام والماعز والخنازير أو منع الإصابة بالعث والقمل والذباب والقراد. وبالتالي ينبغي رش الخنازير والماشية واستحمام الأغنام والماعز أما بالنسبة لأنواع الحيوانات الأخرى مثل الخيول أو الشيواوا  على سبيل المثال لا ينبغي علاجها بمبيد  الأميتراز لأنه قد يسبب لها آثار ضارة

## التأثيرات العكسية
تحدث التأثيرات العكسية في الثدييات بسبب نشاط ناهضات ألفا الأدرينالية من مبيد أميتراز حيث  يمكن أن تشمل الأعراض انخفاض ضغط الدم والنبض وانخفاض حرارة الجسم والخمول وغياب الشهية والقيء وزيادة نسبة السكر في الدم ومشاكل في الجهاز الهضمي علاوة على ذلك  قد تحدث تهيج الجلد أو الغشاء المخاطي في الكلاب كرد فعل على الطوق الذي يحتوي على أميتراز وهذا قد يؤدي إلى الحكة أو الأكزيما أو تساقط الشعر أو التهاب الملتحمة. مبيد

## التسمم

### تسمم الإنسان
أعادت وكالة حماية البيئة الأمريكية (المشار إليها لاحقا بعبارة «وكالة حماية البيئة الأمريكية») في عام 2006 إلى تقييم تصنيف مبيد الأميتراز إلى انه «دليل موحي لمرض السرطان» غير قابل للقياس الكمي وفي عام 2013 حددت أن التقدير الكمي للمخاطر التي قد يسببها مبيد الأميتراز عند استخدامه بطريقة غير مدروسة وقد يكون كافي لتسبب في جميع الأمراض السمية والمزمنة، بما في ذلك الأمراض المسرطنة  التي يمكن أن تنتج عن التعرض لمبيد الأميتراز ومستقبلاته. ويمكن أن يؤدي مبيد الأميتراز إلى وفاة الرجال عند التعرض المباشر للمبيد في حالة امتصاصه بالفم أو استنشاقه يسبب فشل الجهاز التنفسي. في عام 1989 في تركيا تم اكتشاف 41 حالة تسمم بسبب مبيد الأميتراز حيث تمت ملاحظة أن الجرعة السامة للأميتراز كانت في حوالي 50٪ من هؤلاء المرضى 0.3 جرام إلى 1.25 جرام من تركيبات أميتراز 12.5٪ و 0.5 إلى 2 جرام من تركيبات 20٪ وأخذ المرضى الباقون جرعات تصل إلى 10 جم. ومن الأعراض الأخرى التي تحدث بشكل متكرر بعد التسمم بمبيد الأميتراز الهائل هي تثبيط الجهاز العصبي المركزي، تثبيط الجهاز التنفسي، تقبض الحدقة، انخفاض حرارة الجسم، ارتفاع السكر في الدم، فقدان الوعي، القيء وبطء القلب.

### طريقة العلاج
في حالة تناول الإنسان جرعة زائدة من مبيد الأميتراز يمكن علاجه باستخدام  أتيباميزول أو يوهمبين  والتي تعمل كمضادات  وترياق. يجب في البداية  إخراج المريض من المنطقة الملوثة بمبيد الأميتراز لأنه عندما يتم استنشاق مبيد أميتراز يجب أن يحصل المريض أولاً على حماية للجهاز التنفسي  بالإضافة إلى ذلك  يجب تزويد المريض بـ 4 لتر من الأكسجين في الدقيقة. أما في حالة التسمم عن طريق ملامسة الجلد  فيجب أولا إزالة الملابس الملوثة وغسل المناطق الملوثة بالماء. أما إذا تعرضت العين لمبيد الأميتراز فيجب تخدير المريض وغسل عينيه بعناية. أما في حالة تناول مبيد الأميتراز عن طريق الفم يجب إعطاء المريض 0.3 لترمن الماء لتقليل تأثير المبيد ومنع تهيج المريء. علاوة على ذلك  من المهم منع المريض قدر الإمكان من القيء، لتقليل خطر المزيد من شفط المبيد. بعد ذلك، يحتاج المريض إلى المراقبة لمدة 24 ساعة على الأقل للتأكد من عدم تكرار الأعراض.

## تركيبة مبيد الأميتراز
منذ أن تم اكتشاف مبيد الأميتراز من قبل شركة بوتس تم تطوير ثلاثة طرق رئيسية لصنع مبيد الأميتراز والتي تظهر من خلال التسهيلات والعمومية.
الطريقة الأولى: تكون من خلال هذه المعادلة الكيميائية ثلاثي إيثيل أورثوفورمات + ميثيل أمين (تكوين أمين):
قامت أحد المصانع المختصة بصنع مبيد الأميتراز باستخدام التفاعل الموضح في المخطط رقم (1)  لذلك تم عمل هذه التفاعلات في منطقة مغلقة لإعادة استخدام الكواشف غير المستخدمة. كانت الخطوة الأولى من خلال تفاعل الأنيلين مع ثلاثي إيثيل أورثوفورميت وتم إنتاج الأنيلين في المصنع حيث ينتج من هذا التفاعل وسيط إستر فورميدات أما في الخطوة الثانية يضاف ميثيل أمين والذي يتحد مع إستر فورميدات لإنتاج الفورميدين المطلوب وعندما ينتج فورماميدين يؤدي إلى  تحرر الإيثانول من التفاعل الكيميائي ويعاد تدويره بعد ذلك وربما تكون هذه هي الطريقة الأكثر ملاءمة لصنع مبيد الأميتراز لأن من الخطوة الثانية ينتج (N′-2,4-dimethyl-N-methylformamidine). بعد ذلك  تتفاعل مجموعات (NH) الحرة لهذه الجزيئات مع بعضها البعض لإنتاج مبيد الأميتراز في النهاية. وتشمل الخطوات الأخيرة في عملية التصنيع التعقيم من كحول الأيزوبروبيل والترشيح والتجفيف لذلك يجب تنفيذ الخطوات الأخيرة من قبل أفراد مدربين يرتدون ملابس واقية كاملة مع جهاز تنفس بضغط إيجابي.
الطريقة الثانية: تكون من خلال هذه المعادلة الكيميائية الفورماميد البديل + الأنيلين:
تتم الخطوة الأولى من هذه الطريقة من خلال إنتاج مركب (N-arylformamidine) الذي يعمل مثل مركب الأميتراز حيث يتم تفاعل الفورماميد البديل، عادةً ثنائي ألكيل فورماميد، مع الأنيلين. للحصول على أميتراز N- ميثيل فورماميد و 2,4 ثنائي ميثيل أنيلين هيدروكلوريد حيث يمكن استخدامها كما هو موضح فالمخطط رقم (2). حيث يتم تحفيز هذا التفاعل عن طريق وجود هاليدات الحمض، مثل POCl3 أو SOCl2 أو COCl2 أو أريل سلفونيل هاليد وينتج عن هذا    وسيط والذي يتفاعل بشكل أكبر حيث يتم تحفيزه بواسطة حمض (N, N'- (methylimino) + dimethylidyne) و (di-2,4-xylidine) بدلاً من ذلك، يمكن استبدال الأنيلين في الخطوة الأولى بأريل فورماميد. بالإضافة إلى ذلك  يمكن استبدال ثنائي ألكيل فورماميد بـ N-alkylpyrrolidone للحصول على منتجات مجموعة clenpyrin)) من هذا التفاعل.
الطريقة الثالثة: تكون من خلال هذه المعادلة الكيميائية أريل أيزوسيانات + فورماميد:
يتم تحقيق هذا التفاعل من خلال تسخين خليط أريليسوسيانات مناسب وفورماميد وتمييزهما بتطور ثاني أكسيد الكربون لإنتاج الفورماميدين المطلوب.